# Пам'ятки архітектури Могилів-Подільського району
У Могилів-Подільському районі Вінницької області під охороною держави знаходиться 16 пам'яток архітектури і містобудування, з них 4 — національного значення.
| Пор. №                 | Найменування пам'ятки           | Датування              | Місцезнаходження       | Охорон-ний номер       | Дата та № рішення взяття на облік                     |
| Національного значення | Національного значення          | Національного значення | Національного значення | Національного значення | Національного значення                                |
| ---------------------- | ------------------------------- | ---------------------- | ---------------------- | ---------------------- | ----------------------------------------------------- |
| с. Кукавка             |                                 |                        |                        |                        |                                                       |
| 1                      | Церква Дмитра Солунського       | 1806 р.                | с. Кукавка             | 72                     | Постанова Ради Міністрів УРСР від 24.08.1963 р. № 970 |
|                        |                                 |                        |                        |                        |                                                       |
| с. Лядова              |                                 |                        |                        |                        |                                                       |
| 2                      | Печерний монастир               | 9-19 ст.               | с. Лядова              | 968                    | Постанова Ради Міністрів УРСР від 06.09.1979 р. № 442 |
| с. Озаринці            |                                 |                        |                        |                        |                                                       |
| 3                      | Замок                           | 17 ст.                 | с. Озаринці            | 970                    | -ІІ-                                                  |
| с. Серебринці          |                                 |                        |                        |                        |                                                       |
| 4                      | Палац                           | к.18 ст.               | с. Серебринці          | 971                    | -ІІ-                                                  |
| Місцевого значення     |                                 |                        |                        |                        |                                                       |
| с. Бернашівка          |                                 |                        |                        |                        |                                                       |
| 5                      | Церква Покрова Богородиці       | 18 ст.                 | с. Бернашівка          | 121-М                  | Рішення виконкому облради нар. деп.від 14.02.91 № 43  |
| с. Тропове             |                                 |                        |                        |                        |                                                       |
| 6                      | Церква Іоана Богослова (дер.)   | 1767 р.                |                        | 132-М/1                | -//-                                                  |
| 7                      | Дзвіниця церкви Іоана Богослова | 1767 р.                |                        | 132-М/2                | -//-                                                  |
| с. Бронниця            |                                 |                        |                        |                        |                                                       |
|                        | Садиба Вітгенштейнів            | к.19 ст.               |                        | 111-М/0                | Рішення виконкому облради нар. деп.від 14.02.91 № 43  |
| 8                      | Палац                           | к.19 ст.               |                        | 111-М/1                | -//-                                                  |
| 9                      | Сторожка                        | к.19 ст.               |                        | 111-М/2                | -//-                                                  |
| 10                     | Парк                            | к.19 ст.               |                        | 111-М/3                | -//-                                                  |
| с. Вендичани           |                                 |                        |                        |                        |                                                       |
| 11                     | Цукровий завод                  | 1894 р.                |                        | 123-М                  | -//-                                                  |
| 12                     | Будинок лікаря                  | 19 ст.                 |                        | 124-М                  | -//-                                                  |
| 13                     | Будинок заводчика               | 19 ст.                 |                        | 125-М                  | -//-                                                  |
| 14                     | Будинок управителя              | 19 ст.                 |                        | 126-М                  | -//-                                                  |
| 15                     | Склади                          | 19 ст.                 |                        | 127-М                  | -//-                                                  |
| 16                     | Церква Різдва Богородиці        | 1834-1874 рр.          |                        | 128-М                  | -//-                                                  |
|                        |                                 |                        |                        |                        |                                                       |